# Kniphofia ichopensis
Kniphofia ichopensis är en grästrädsväxtart som beskrevs av Schinz. Kniphofia ichopensis ingår i Fackelliljesläktet som ingår i familjen grästrädsväxter.
Artens utbredningsområde är KwaZulu-Natal.

## Underarter
Arten delas in i följande underarter:
- K. i. aciformis
- K. i. ichopensis